# Jaap Wolf
J.W.J. (Jaap) Wolf (Hilversum, 22 juli 1946) is een Nederlands politicus van de PvdA.
Min of meer in navolging van zijn vader die als technicus werkte bij de omroepen en koos hij voor een technische studie. Na de hbs studeerde hij bouwkunde aan de hts te Amsterdam en daarna studeerde hij in 1974 af als stedenbouwkundig ingenieur aan de Technische Hogeschool Delft. In dat jaar ging hij werken bij de afdeling stadsvernieuwing en volkshuisvesting van de gemeente Rotterdam wat hij tot 1980 zou blijven doen.
Naast zijn werk daar als projectcoördinator was Wolf ook politiek actief. Zo werd hij in 1978 lid van Provinciale Staten van Zuid-Holland. Na korte tijd wetenschappelijk medewerker te zijn geweest aan de TH Delft was hij van 1981 tot 1991 beleidsmedewerker volkshuisvesting in Rotterdam. Na twee jaar senior adviseur bij Bouwfonds NV te zijn geweest werd hij waarnemend gedeputeerde bij de provincie Zuid-Holland ter vervanging van de ernstig zieke Loudi Stolker-Nanninga. In 1994 volgde zijn benoeming tot waarnemend burgemeester van Oostflakkee. Hierna was Wolf in de periode van 1995 tot 1999 gedeputeerde bij de provincie Zuid-Holland. In oktober 1999 stapte hij als gedeputeerde op naar aanleiding van de Ceteco-affaire.
In 2000 werd Wolf benoemd tot waarnemend burgemeester van de gemeente Zevenhuizen-Moerkapelle en een jaar later van de gemeente Bleiswijk wat hij bleef tot die gemeente op 1 januari 2007 opging in de nieuwe gemeente Lansingerland. Vanaf 1 december 2006 was hij daarnaast waarnemend burgemeester van Rozenburg welke functie hij tot de opheffing van de gemeente op 18 maart 2010 bleef vervullen.